# Cikawung (Pekuncen)
Cikawung is een bestuurslaag in het regentschap Banyumas van de provincie Midden-Java, Indonesië. Cikawung telt 3426 inwoners (volkstelling 2010).